# Manfred Binz
Manfred Binz (Frankfurt, 22 september 1965) is een Duits voormalig voetballer en voetbalcoach die speelde als verdediger.

## Carrière
Binz speelde van 1984 tot 1996 voor Eintracht Frankfurt en won met hen in 1988 de beker. Nadien trok hij naar het Italiaanse Brescia Calcio waar hij in 1997 alweer vertrok naar Borussia Dortmund. Nadien speelde hij nog voor Kickers Offenbach, Eintracht Frankfurts belofte elftal en KSV Klein-Karben.
Hij speelde veertien interlands voor Duitsland waarin hij een keer kon scoren. Hij nam met de Duitse ploeg deel aan het EK voetbal 1992 waar ze tweede werden.
Hij werd na zijn spelerscarrière trainer maar was bijna altijd als assistent aan de slag op enkele interim-periodes na. Zo trainde hij Kickers Offenbach, FSV Frankfurt en Hessen Dreieich dit naast trainers als Rudi Bommer, Lars Schmidt, Sasan Tabibzadeh, Volker Becker, Arie van Lent, Thomas Gerstner, Wolfgang Wolf, Tomas Oral, Hans-Jürgen Boysen, Ramon Berndroth, Wolfgang Frank, Jörn Andersen en Lars Schmidt.

## Erelijst
- Eintracht Frankfurt
  - DFB-Pokal: 1988
- Duitsland
  - EK voetbal:  1988

1 Illgner ·
2 Reuter ·
3 Brehme  ·
4 Kohler ·
5 Binz ·
6 Buchwald ·
7 Möller ·
8 Häßler ·
9 Völler ·
10 Doll ·
11 Riedle ·
12 Köpke ·
13 Thom ·
14 Helmer ·
15 Frontzeck ·
16 Sammer ·
17 Effenberg ·
18 Klinsmann ·
19 Schulz ·
20 Wörns ·
Coach: Vogts